# Batterie de Bois-d'Arcy
La batterie de Bois-d'Arcy est l'une des batteries militaires construites à la fin du XIXe siècle pour assurer la défense de Paris, situé dans la commune de Bois-d'Arcy, dans le département des Yvelines, en France.

## Localisation
L'entrée de la batterie se trouve au 7 de la rue Alexandre Turpault, à côté de la maison d'arrêt de Bois-d'Arcy.

## Historique
Construite entre 1874 et 1878 dans le système Séré de Rivières, la batterie de Bois-d'Arcy est destinée à renforcer le maillon ouest des fortifications de Paris.
La batterie, appelée alors fort de Bois d'Arcy. Dans les années 1960, la batterie est mise à la disposition du ministère des Affaires culturelles. Après 1969, le Centre national de la cinématographie en prend la responsabilité officielle et administrative ; il y installe les Archives françaises du film.
La batterie a été inscrite au titre des monuments historiques par arrêté du 15 février 1991.